# Англонормандская монархия

Герб Англонормандской монархии (1066—1135)

Англонормандская монархия (англ. Anglo-Norman Monarchy) или ранненормандский период — период в истории Англии, начавшийся после нормандского завоевания в 1066 году. Обычно англонормандский период ограничивают временем правления королей Нормандской династии (Вильгельм I, Вильгельм II и Генрих I), а также царствованием Стефана Блуаского. В политическом плане англонормандский период иногда продолжают до 1215 г., включая в него эпоху Анжуйской империи до принятия Великой хартии вольностей.
В период англонормандской монархии были заложены базовые основы английского государства высокого и позднего средневековья, сочетающие англосаксонские элементы с классической феодальной системой французского образца. Произошла кардинальная трансформация социальной структуры, сложились прослойки рыцарства и зависимого крестьянства. Англонормандская монархия характеризовалась также сосуществованием в рамках одного государства двух культур — франко-нормандской господствующего класса и англосаксонской незнатного населения. Укрепление государства и усиление королевской власти в период правления Вильгельма Завоевателя и его сыновей в 1140-е гг. сменилось феодальной анархией и гражданской войной 1135—1154 гг., завершившихся установлением в Англии династии Плантагенетов. На протяжении бо́льшей части англонормандской эпохи сохранялась персональная уния между Английским королевством и герцогством Нормандия. В области внешней политики в этот период началась активная экспансия в Уэльсе, приведшая к завоеванию значительной части этой области, обострились отношения с Шотландией и возникло англо-французское противостояние, достигшее кульминации в последующие периоды истории.

## Политическая история

### Англия после нормандского завоевания (1071—1087)

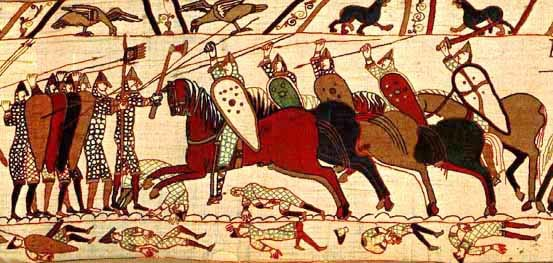
Нормандское завоевание.
Фрагмент ковра из Байё, кон. XI в.

Нормандское завоевание Англии завершилось к 1071 году Англосаксонская знать была уничтожена или эмигрировала из страны, ей на смену пришли нормандские и другие северофранцузские феодалы, между которыми король Вильгельм I поделил бо́льшую часть территории Англии, предоставляя земли под условием военной службы. По всей стране были возведены замки и крепости, ставшие опорой власти завоевателей и резиденциями новых баронов и королевских чиновников. Были также созданы особые военизированные области (палатинаты), призванные обеспечивать оборону границ (Чешир, Шропшир, позднее — Дарем). Благодаря системе панцирных ленов и субинфеодализации Вильгельм Завоеватель приобрёл огромную по тем временам армию, численностью около 5000 рыцарей, не считая легковооружённых сержантов и крестьянского ополчения (фирда). Во многом благодаря этим факторам после подавления последних очагов англосаксонского сопротивления на острове Или в 1071 году и волнений в Нортумбрии в 1080 году местное население не предпринимало попыток выступлений против нормандской власти. Вспыхнувшее в 1075 г. «восстание трёх графов» представляло собой уже акт возмущения новой феодальной знати против короля и не было поддержано англосаксами.
Вильгельму Завоевателю удалось создать в Англии сильную централизованную монархию, в которой сочетались элементы англосаксонской государственно-правовой системы с классической феодальной военизированной социальной иерархией. Он установил личную зависимость всех баронов и рыцарей страны от короля, организовав 1 августа 1086 г. принесение ими оммажа и клятвы верности монарху на собрании в Солсбери. В том же году была проведена всеобщая поземельная перепись, чьи результаты легли в основу «Книги страшного суда» — беспрецедентного документа, подробно описавшего хозяйственное и демографическое состояние Англии под властью Вильгельма I.
В 1070-е—1080-е годы, столкнувшись с усилением антинормандских сил во Франции (графы Анжу и Фландрии, король Филипп I), Вильгельм Завоеватель был вынужден надолго покидать Англию, защищая свои континентальные владения. Положения осложняли периодические мятежи его старшего сына Роберта Куртгёза, стремившегося получить власть в Нормандии. На период отсутствия короля управление Англией осуществляли его ближайшие соратники Одо, епископ Байё, Ланфранк, архиепископ Кентерберийский, Жоффруа, епископ Кутанса. Во время одной из таких поездок в Нормандию, 9 сентября 1087 года Вильгельм Завоеватель неожиданно скончался. Перед смертью он завещал престол Англии своему второму сыну Вильгельму II Руфусу, тогда как Нормандия перешла в соответствии с французским наследственным правом старшему сыну Роберту Куртгёзу.

### Борьба за Нормандию (1087—1100)

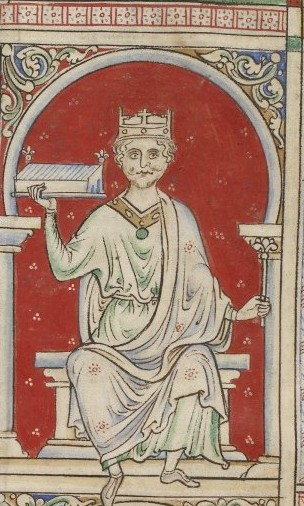
Вильгельм II Руфус

Раздел англонормандской монархии после смерти Вильгельма Завоевателя вызвал, с одной стороны, недовольство баронов, владевших землями по обоим берегам Ла-Манша, а с другой — поставил в центр внешней политики как Англии, так и Нормандии вопрос восстановления единства. В 1088 г. в Англии вспыхнуло крупное восстание англонормандской аристократии во главе с Одо, епископом Байё, с целью смещения короля Вильгельма II и возведения на английский престол Роберта Куртгёза. Лишь поддержка церкви и англосаксонского населения страны обеспечила победу короля. Вскоре феодальная анархия и резкое ослабление герцогской власти в Нормандии предоставили Вильгельму II возможность восстановить единство наследственных владений. В 1091 г. он предпринял поход в Нормандию и вынудил Куртгёза уступить ему правобережье Сены и, вероятно, Котантен. В 1094 г. Вильгельм вновь высадился в Нормандии, но на этот раз на помощь Куртгёзу пришёл французский король Филипп I, а разразившийся мятеж Роберта де Мобрея заставил Вильгельма вернуться в Англию. Тем не менее, в 1096 г. Нормандия была передана английскому королю под залог погашения ссуды, полученной Куртгёзом на финансирование его участия в Первом крестовом походе. Переход Нормандии под власть Вильгельма II позволил восстановить централизованную государственную администрацию в герцогстве и укрепить власть короля, однако предпринятые в последние годы жизни Вильгельма завоевательные экспедиции в Мэн и Вексен успехом не увенчались.

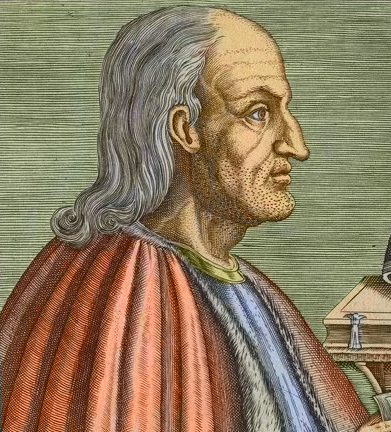
Ансельм Кентерберийский

Правление Вильгельма II Руфуса в Англии характеризовалось постепенным нарастанием деспотизма королевской власти, резким усилением налоговой нагрузки на население путём расширения практики взимания «датских денег», введения щитового сбора и произвольного увеличения рельефов и других платежей феодального характера. Особо сильное возмущение встретили мероприятия короля по изъятию доходов церкви: посты епископов и аббатов долгое время не замещались, что позволяло Вильгельму присваивать поступления с земель епископств и монастырей, а при даче согласия на назначение прелата с него взимался крупный денежный платёж. Эта политика, а также противоречия в вопросе о королевских прерогативах в отношении признания папы римского, вызвала острый конфликт Вильгельма II с Ансельмом, архиепископом Кентерберийским, в результате которого в 1097 г. архиепископ был вынужден покинуть Англию. Хотя король своими репрессиями восстановил против себя значительную часть англонормандской аристократии и духовенства, ему удалось значительно укрепить центральную власть в Англии и обеспечить спокойствие в государстве. Тем не менее, 2 августа 1100 г. Вильгельм II был убит на охоте, по официальной версии, случайно. В Англии ему наследовал младший брат Генрих I Боклерк, а Нормандия вновь оказалась под властью Роберта Куртгёза.

### Правление Генриха I (1100—1135)

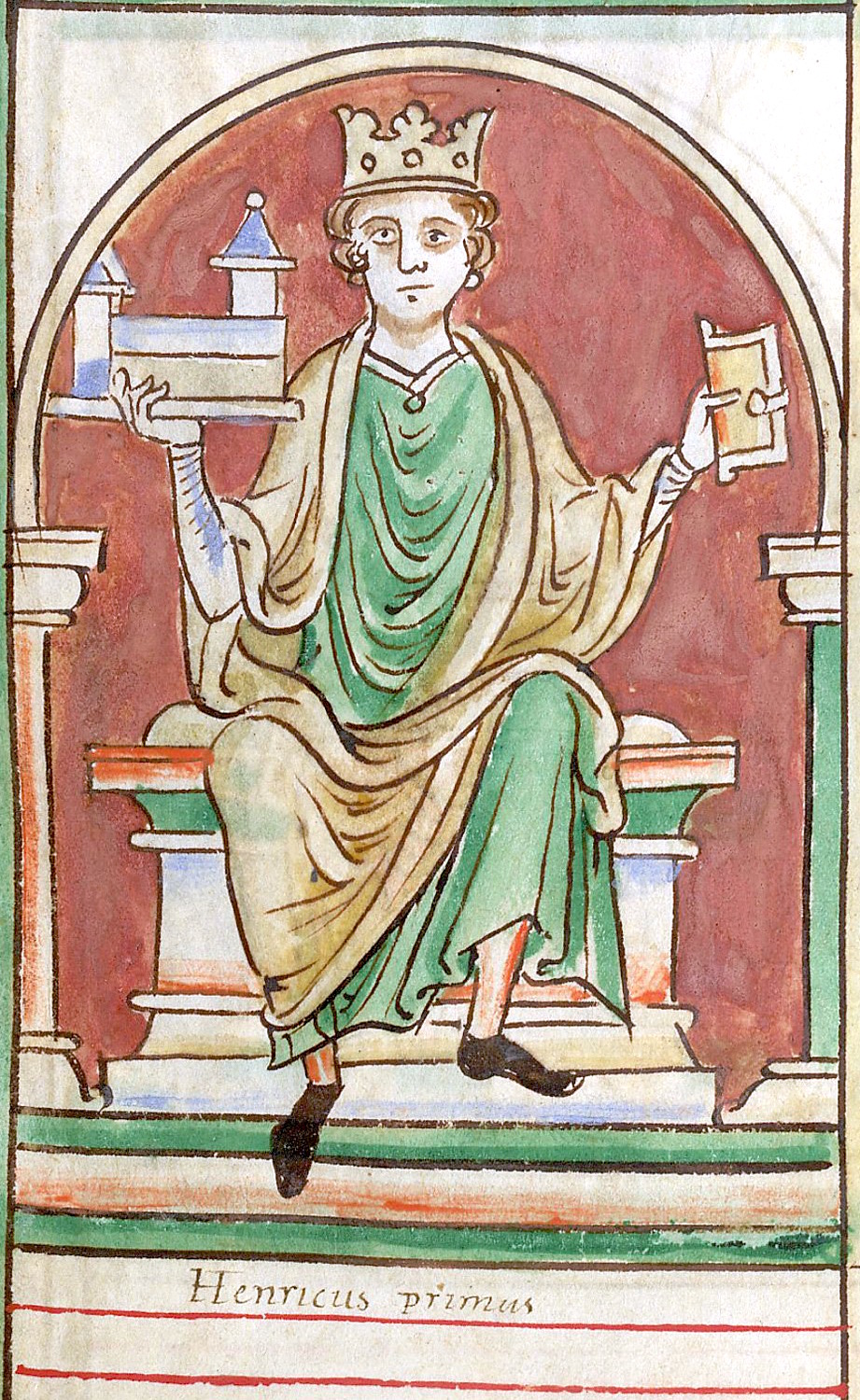
Генрих I Боклерк

Генрих I стал первым английским монархом, подписавшим при своей коронации хартию вольностей, которая наложила на королевскую власть определённые обязательства по отношению к аристократии и духовенству. Женитьбой на Матильде Шотландской, внучке англосаксонского короля Эдмунда Железнобокого, он обеспечил легитимизацию своих прав на английский престол и привлёк на свою сторону значительную часть англосаксонского населения страны. Поддержка англосаксов позволила королю подавить вспыхнувший в 1101 году мятеж англонормандских баронов, во главе которого встал Роберт Куртгёз. Интервенция последнего спровоцировала разрыв отношений между Англией и Нормандией и серию вторжений Генриха I на территорию Нормандского герцогства. В битве при Таншбре 28 сентября 1106 г. английские войска разгромили нормандскую армию и захватили в плен герцога Роберта. В результате Нормандия была завоёвана, а единство англонормандской монархии времён Вильгельма Завоевателя восстановлено.
Тем не менее на протяжении всего правления Генриха I в Нормандии периодически вспыхивали мятежи местной аристократии, недовольной жёсткой политикой короля в герцогстве. Эти восстания находили поддержку у правителей соседних государств — короля Франции и графа Анжуйского, опасавшихся чрезмерного усиления англонормандской монархии в регионе. Генрих I был вынужден подолгу находиться в Нормандии, подавляя мятежи и отражая вторжения французского короля Людовика VI. В целом, благодаря удачной дипломатической политике (союз со Священной Римской империей, поддержка папства и династические браки с Анжуйским домом), а также военным успехам (сражение при Бремюле 1119 г.), положение в Нормандии к концу правления Генриха I стабилизировалось.
В начале правления Генриха I в Англии разгорелась борьба за инвеституру, вызванная отказом архиепископа Ансельма признать право короля на светскую инвеституру епископов и вмешательство светской власти в процесс выборов церковных иерархов в Англии. Позиция Ансельма получила поддержку папы, и король оказался под угрозой отлучения от церкви. Конфликт разрешился в 1107 г., когда Генрих I согласился отказаться от светской инвеституры, взамен чего было признано право короля требовать оммажа от избранных епископов и аббатов и сохранены другие рычаги влияния королевской власти на процесс выборов. В области внутренней политики царствование Генриха I стало периодом укрепления государственной власти и осуществления важных административных реформ. Была упорядочена система королевской администрации, оформились первые специализированные органы центрального управления (Казначейство, Палата шахматной доски, Королевская курия), усилен контроль над судебно-административными органами в графствах, расширено применение суда присяжных. Ведущим советником короля и фактическим руководителем его администрации на протяжении долгого времени являлся Роджер, епископ Солсбери.
В конце правления Генриха I резко обострилась проблема наследования престола англонормандской монархии. Единственный законный сын короля Вильгельм погиб в 1120 г. в кораблекрушении. В 1127 г. Генрих I объявил своей наследницей дочь Матильду, вдову императора Генриха V. Однако значительная часть англонормандских баронов была недовольна перспективой вступления на престол женщины, тем более после брака Матильды с Жоффруа Плантагенетом, главой враждебного Нормандии Анжуйского дома.

### Анархия (1135—1154)
Избрание английским королём в 1135 г. Стефана Блуаского было оспорено сторонниками императрицы Матильды, дочери Генриха I. Аристократия страны разделилась на два враждующих лагеря и в течение около двух десятилетий вела междоусобную войну, осложнённую агрессией со стороны Шотландии и Анжуйского графства. Борьба завершилась в 1153 г., когда король Стефан признал своим наследником сына Матильды Генриха Плантагенета, который в следующем году вступил на английский престол и основал династию Плантагенетов. В английской историографии этот период известен под названием «Анархия» (англ. the Anarchy).

### Экспансия в Уэльсе и отношения с Шотландией
См. также: Нормандская экспансия в Уэльсе

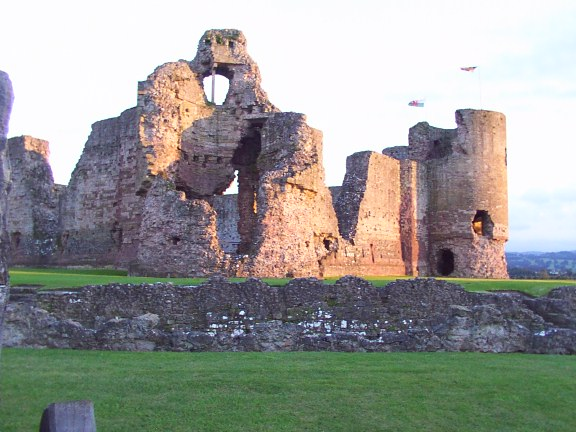
Развалины замка Рудлан,
северо-восточный Уэльс

Вскоре после нормандского завоевания Англии король Вильгельм I создал на границе с Уэльсом систему особых военизированных административных единиц — марок, в задачу которых входила организация обороны со стороны валлийских княжеств. В 1081 г. Вильгельм предпринял поход в Южный Уэльс, результатом которого стало признание валлийскими правителями верховной власти короля Англии и закрепление существующих границ. Однако уже во второй половине 1070-х началось постепенное проникновение нормандских баронов приграничья на территорию Уэльса. Одним из первых лидеров этой экспансии стал Роберт Рудланский, который к концу 1070-х гг. собственными силами завоевал северо-восточную часть Уэльса до реки Конуи, а в 1081 г., пленив короля Гвинеда, стал контролировать весь Северный Уэльс. Ослабление королевской власти в Англии после смерти Вильгельма Завоевателя в 1087 г. дало толчок к активизации действий нормандских феодалов валлийского приграничья. К концу 1093 г. были уничтожены валлийские королевства Брихейниог, Гвент и Морганнуг, а вся территория юго-восточного Уэльса и крайний юго-запад (Пембрукшир) были завоёваны англонормандскими баронами. На захваченной территории была возведена целая система замков (Рудлан, Дегануи, Монтгомери, Брекон, Кардифф, Кардиган, Пембрук и др.), которые стали опорными пунктами нормандской власти в регионе.
В 1094 г. в Уэльсе вспыхнуло восстание против англонормандских захватчиков. Валлийцам удалось восстановить независимость Гвинеда и освободить северную часть Уэльса. Новые вторжения нормандских баронов на эту территорию в 1095, 1097 и 1098 гг. были отражены. Экспедиция Генриха I в 1114 г. также не принесла результата: хотя король Гвинеда признал сюзеренитет Англии, нормандцы были вынуждены уйти из Северного Уэльса. В Южном Уэльсе ситуация была более благоприятной: восстание к началу XII века сошло на нет, нормандская экспансия возобновилась, Кередигион, Гауэр и часть Кармартеншира попали под власть англонормандских баронов. В результате к 1135 г. почти вся территория Южного Уэльса была завоёвана. Однако начавшаяся в 1137 г. в Англии гражданская война позволила валлийцам вновь перейти в наступление. Нормандские бароны были изгнаны из внутренних областей Уэльса, и к 1154 г. англонормандская власть сохранилась лишь в Пембрукшире, Гламоргане, Гауэре и некоторых регионах восточного Уэльса.
В результате нормандского завоевания Англии значительная часть англосаксонской аристократии нашла убежище в Шотландии. Шотландский король Малькольм III, женившись на сестре Эдгара Этелинга, встал на сторону англосаксов и неоднократно совершал набеги на североанглийские земли. Ответные экспедиции Вильгельма I и Вильгельма II в 1072, 1080 и 1091 г. не привели к стабилизации границы. Лишь в 1092 г. английским войскам удалось захватить Карлайл и закрепиться в Камберленде. Ослабление шотландского государства после смерти Малькольма III в 1093 г. позволило нормандцам перейти в наступление: в 1097 г. при поддержке войск Вильгельма II к власти в Шотландии пришёл проанглийски настроенный король Эдгар. В его правление началось англо-шотландское сближение, достигшее своей кульминации при Давиде I (1124—1153). Давид I реформировал государственную систему Шотландии по английскому феодальному образцу и привлёк к себе на службу большое число англонормандских родов, которые получили земельные владения в Шотландии (Брюсы, Стюарты, Комины и др.). Это не помешало ему, однако, сразу после смерти Генриха I предпринять несколько грабительских рейдов на территорию Англии, выступая в поддержку императрицы Матильды. Хотя в «битве Штандартов» 1138 г. шотландские войска были разбиты, Давиду I удалось вынудить английского короля уступить ему Нортумберленд, Камберленд и обширные владения в Средней Англии.

## Система управления
В результате нормандского завоевания в Англии сформировался господствующий класс французского происхождения, противостоящий массе крестьян-англосаксов. Социальная структура и поземельные отношения были перестроены по образцу классического феодального общества. Власть завоевателей первоначально поддерживалась исключительно военными силами, что предопределило военизированный характер англо-нормандской монархии. В то же время, англосаксонские традиции государственности не были забыты и активно использовались для укрепления королевской власти и централизации страны.

### Король
В период правления Нормандской династии власть короля приобрела практически абсолютный характер, основанный на принципе её божественного происхождения. Король опирался не только на достаточно узкий круг баронов, но и на значительную массу мелких рыцарей, держащих свои земли от баронов, которые в 1086 г. принесли оммаж и клятву верности Вильгельму Завоевателю, а также на королевских сержантов — служилых невоенных людей, наделённых королём земельными участками. Столь широкая социальная база королевской власти в Англии резко контрастировала с ситуацией во Франции, где король был полновластным хозяином исключительно в своём домене.
Династический принцип наследования старшим сыном, однако, в англо-нормандский период ещё не сложился. Будущий монарх должен был происходить из королевского дома, быть выбранным на этот пост предыдущим королём, получить одобрение высшей аристократии и народа (последнее — чисто формально), а также пройти процедуру коронации, в результате которой он становился наместником Бога в королевстве и приобретал сакральную власть над подданными. Полномочия короля распространялись и на английскую церковь, что в период укрепления папства в результате григорианской реформы приводило к затяжным конфликтам между светской и церковной властями в англо-нормандской монархии. Во время коронации король приносил клятву соблюдать и охранять права и обычаи своих подданных и поддерживать мир и справедливость в стране. Со времён Генриха I под давлением баронов и епископов при коронации короли стали подписывать хартии свобод, налагающие определённые ограничения на абсолютную власть монарха в интересах аристократии. Другим механизмом влияния нормандской элиты на политику короля являлся Большой королевский совет, в котором участвовала вся светская и духовная аристократия страны. Однако эти ограничения в англо-нормандский период были минимальными. Вся власть в стране продолжала оставаться в руках монарха, который лично занимался управлением королевства, назначал всех должностных лиц и епископов, определял внешнюю политику, начинал и прекращал войны и командовал армией.

### Центральная администрация
В англо-нормандский период постоянной столицы в Англии ещё не существовало. Король перемещался по стране вместе со своим двором и администрацией. Королевская администрация первоначально не имела строго разделения на ведомства и представляла собой единый комплекс советников и служилых людей короля. Высшими государственными должностями являлись канцлер, ответственный за делопроизводство короля, стюард — управляющий королевским хозяйством, камергер, наблюдающий за королевскими покоями, его одеждой и казной, дворецкий, ответственный за обеспечение короля вином и фруктами, констебль, надзирающий за конюшнями, псарнями и другими внешними службами короля, которому также подчинялся маршал, занимающийся поддержанием порядка при дворе. Каждое из этих должностных лиц имело в своём распоряжении многочисленный штат слуг, отвечающих за ту или иную сферу обслуживания короля. Первыми институтами, выделившимися из общей системы управления королевским двором, стало казначейство, ведавшее сбором государственных доходов, которое расположилось в Винчестере, и палата шахматной доски, в которой производилась проверка счетов шерифов графств и других чиновников короля, отвечающих за сбор и расходование финансовых поступлений, обосновавшаяся в Вестминстере.
Важнейшим органом центрального управления являлась королевская курия (лат. Curia regis) — личный совет короля, в состав которого входили крупнейшие магнаты и высшие должностные лица двора. Курия имела совещательные функции и помогала королю в текущем управлении страной. Отдельные департаменты ещё не сложились, и курия одновременно осуществляла судебные, фискальные и административные полномочия. Расширенный состав курии — Большой королевский совет, правопреемник англосаксонского витенагемота, — созывался три раза в год для обсуждения важнейших вопросов государственной жизни и включал всех баронов, епископов и аббатов королевства.

### Местное управление
В англо-нормандской монархии центральное место в системе местного управления занял шериф. Англосаксонские эрлы лишились административных функций, которые сконцентрировались в руках шерифов. Они возглавляли фискальную, административную и военную организацию английских графств и председательствовали на судах графства. Два раза в год шериф отчитывался о доходах, собранных с населения, и произведённых расходах перед Палатой шахматной доски. Первоначально шерифы назначались из среды местных баронов и являлись крупными территориальными магнатами, однако начиная с правления Генриха I, они стали избираться из лиц более скромного происхождения и технических специалистов центральных органов власти и превратились в чиновников, находящихся под полным контролем короля. Этот процесс ещё не стал необратимым: при Стефане Блуаском крупные магнаты вновь приобрели доминирующее влияние в структурах местного управления.
Система административно-территориального деления (графства, сотни) после нормандского завоевания сохранилась в прежнем виде. Генрих I издал специальный указ, по которому судебные коллегии графств и сотен должны были собираться в тех же местах, как и при Эдуарде Исповеднике.

### Судебная система. Законодательство
После нормандского завоевания судебная система Англии практически не претерпела изменений. Её основой по-прежнему оставались судебные собрания сотен и графств. Помимо местных рыцарей и чиновников короля в них участвовали старосты и наиболее уважаемые представители свободных крестьян каждой деревни. Сохранилось и стало расширяться применение жюри присяжных при расследовании преступлений и установлении фактов, имеющих юридическое значение. Продолжал существовать принцип круговой поруки для жителей деревни: деревня отвечала за поимку преступника, а если он не был установлен или бежал, штраф ложился на всех членов общины. В англо-нормандский период этот принцип был усилен введением института солидарной ответственности членов десятин (так называемая система свободного поручительства; англ. frankpledge): всё население (кроме феодалов, духовенства и фригольдеров) было разбито на группы в 10-12 человек (десятины; англ. tithing), обязанных под угрозой уплаты штрафа обеспечить поимку и передачу в суд члена своей группы, совершившего преступление.
Из структуры судов общего права в англо-нормандский период были выделены баронские манориальные суды: феодалы получили право судебного иммунитета и юрисдикции над подчинёнными им крестьянами. Манориальный суд возглавлялся сеньором поместья и рассматривал различного рода земельные споры, вопросы ненадлежащего исполнения феодальных обязательств вилланами и мелкие уголовные преступления. Судебная юрисдикция феодала распространялась не только на лично зависимых крестьян, но и в некоторых случаях на свободных земледельцев округи. Королевская власть практически не вмешивалась в манориальное судопроизводство, признав исключительное право феодала на осуществление правосудия на территории его владений.
Высшим судебным органом Англии являлся суд короля. В англо-нормандский период этот институт ещё не сложился как самостоятельное учреждение и представлял собой заседания королевской курии по судебным вопросам. Король, перемещаясь по стране, осуществлял правосудие по уголовным, земельным и гражданским делам, а также преступлениям против короны. При Генрихе I возникли разъездные суды, осуществлявшие королевское правосудие на территории одного или нескольких графств, которые постепенно узурпировали всё большую часть юрисдикции традиционных судебных коллегий графств. Разрешение финансовых и некоторых видов земельных споров баронов и рыцарей было сконцентрировано в Палате шахматной доски.
В сфере уголовного права важнейшим из немногих новаций англо-нормандского периода стало введение штрафа за убийство (лат. murdrum), взыскиваемого с жителей сотни в случае неустановления преступника (10—20 марок в начале XII века). Другим новшеством нормандского происхождения являлся институт судебного поединка как способа доказательства невиновности, который, однако, не прижился в Англии. Помимо судебного поединка в англо-нормандский период применялись и другие примитивные способы определения виновности подозреваемого: испытание холодной водой для мужчин и раскалённым железом для женщин. Наказания также были жестокими и носили архаичный характер «возмещения»: за убийство полагалась виселица, за изнасилование — кастрация, за поджог — сожжение на костре, а за лжесвидетельство — обрезание языка. Смертная казнь была отменена Вильгельмом Завоевателем, однако позднее восстановлена Генрихом I. В период правления Нормандской династии сложилась особая отрасль лесного права, характеризующаяся крайне жестокими санкциями за ущерб, причинённый растительности и животному миру королевских лесов, пик развития которой пришёлся на период «Анжуйской империи».
В отличие от англосаксонских монархов короли Нормандской династии не занимались кодификацией законодательства и редко издавали законы. Общим принципом было сохранение обычаев, действующих в эпоху Эдуарда Исповедника. Вместо этого возникла система судебных приказов (англ. writ) короля, с помощью которых монарх регулировал правовые отношения в стране. Эти приказы позволяли участникам судебных тяжб апеллировать к королевским судам, что размывало юрисдикцию судов сотни и манориальных курий, а также способствовало формированию централизованной судебной системы и единого общего права Англии.

### Финансовая система
В качестве расчётных денежных единиц в англо-нормандской монархии использовались фунт стерлингов, марка, шиллинг и пенс, однако монеты были только одного вида — серебряные пенни. Качество чеканки монет оставалось низким, а содержание серебра в монете и её реальная стоимость были крайне нестабильными. Это заставляло переплавлять монеты после их поступления в казну. С англосаксонской эпохи сохранялась децентрализованная система чеканки: в конце XI века монеты производились в 50-60 городах Англии.
Монархи Нормандской династии также унаследовали от своих англосаксонских предшественников хорошо развитую финансовую систему, которую они дополнили традиционными феодальными источниками денежных поступлений. Наибольшее значение имели следующие доходы королевской казны:
- рента с графств (доходы от земель королевского домена и традиционных прав короля на территории каждого графства). Со времён завоевания король удерживал за собой около седьмой части земельных владений Англии, доходность которых составляла более 50 % совокупной доходности земель всех баронов Англии[5];
- доходы от временно вакантных епископств и аббатств;
- феодальные платежи: рельеф, право опеки, платежи за разрешение браков, денежная «помощь» в особых случаях[6];
- щитовой сбор на финансирование военных расходов (с XII века);
- «датские деньги» — всеобщий поземельный налог, сохранившийся с англосаксонской эпохи;
- талья — налог на имущество горожан, евреев и крестьян королевского домена;
- торговая пошлина, взимаемая при совершении любых сделок, а также при пересечении мостов и королевских дорог;
- плата за подтверждение королями хартий и привилегий отдельным баронам или городам (со времени правления Стефана Блуаского);
- многочисленные доходы от судопроизводства, включая штрафы, платежи за подачу иска в королевский суд, за выдачу королевского приказа или право использования жюри присяжных для подтверждения своих прав или утверждений. Особое место занимали доходы от королевских лесов.

Высшими органами финансовой администрации являлись Казначейство в Винчестере, где складировались поступающие денежные средства и сокровища короля, и Палата шахматной доски в Вестминстере, контролирующая финансовые поступления от шерифов и других королевских чиновников и выполняющая функции высшего суда по фискальным вопросам.

## Социальная структура

### Рыцарство

Священник, рыцарь и крестьянин.
Иллюстрация к средневековому манускрипту

Одним из важнейших последствий нормандского завоевания стало формирование господствующего феодального класса рыцарей. Высшую прослойку этого сословия составляли бароны, владельцы крупных земельных владений, которые они держали непосредственно от короля. Каждый из баронов имел свой собственный двор и рыцарей и обладал судебным и административным иммунитетом на территории своих земель. Вся система господствующего класса имела ярко выраженный военный характер: Вильгельм Завоеватель предоставлял земли своим сподвижникам под обязательство выставлять определённый контингент вооружённых рыцарей в королевскую армию. Это привело к формированию института «панцирных ленов», ставшего базовым элементом системы поземельных отношений в англо-нормандской монархии. Для исполнения военной повинности перед королём бароны либо содержали за свои средства мелких рыцарей, либо передавали им часть своих земель в лен (процесс субинфеодализации). В результате сложилась феодальная иерархия, основанная на вассально-ленных отношениях.
Рыцари баронов и короля составляли ядро вооружённых сил англо-нормандской монархии. Их численность не была значительной: не более 6000 — 7000 человек. Каждый рыцарь был обязан за свой счёт и с собственным обмундированием и вооружением служить в королевской армии определённое количество дней (обычно, 40 дней в период мира, 2 месяца в период войны). В случае более продолжительных военных кампаний содержание рыцарей оплачивалось королём. Помимо службы в королевском войске рыцари были обязаны нести гарнизонную службу в английских замках и крепостях. Уже во времена Вильгельма II и Генриха I трудности в сборе рыцарского ополчения привели к возникновению практики замены военной обязанности феодалов уплатой денежной компенсации королю (щитовой сбор).
Сословие рыцарей, несмотря на сильную внутреннюю имущественную дифференциацию (от могущественных баронов до мелких рыцарей, владеющих участками в несколько гайд), обладало социальным и культурным единством. В Англии, по французскому образцу, сформировалась особая рыцарская культура с собственным кодексом поведения, ритуалом посвящения в рыцари, геральдикой и традицией рыцарских турниров. Последние в период англо-нормандской монархии ещё сохраняли жестокий боевой характер и пока не превратились в куртуазные поединки в честь прекрасной дамы.
Помимо военной обязанности рыцари достаточно рано стали играть существенную роль в управлении графств, становились шерифами и другими должностными лицами местной администрации и суда, превращаясь в дворянство графств. Наиболее могущественные представители верхушки рыцарского сословия получали от королей титулы графов, формируя слой наследственной титулованной аристократии (пэрство). В отличие от Франции и Германии, графы англо-нормандской монархии были более зависимыми от короля: они занимали свои должности в местной администрации от короля и не обладали компактными земельными владениями.
Особую социальную прослойку англо-нормандского общества составляли королевские сержанты — держатели земельных участков под условием несения той или иной службы королю (сержантерии). Это могла быть как вспомогательная военная служба, так и работа в королевской администрации, при дворе, на королевских манорах, или выполнение определённых церемониальных функций во время коронаций.

### Крестьянство

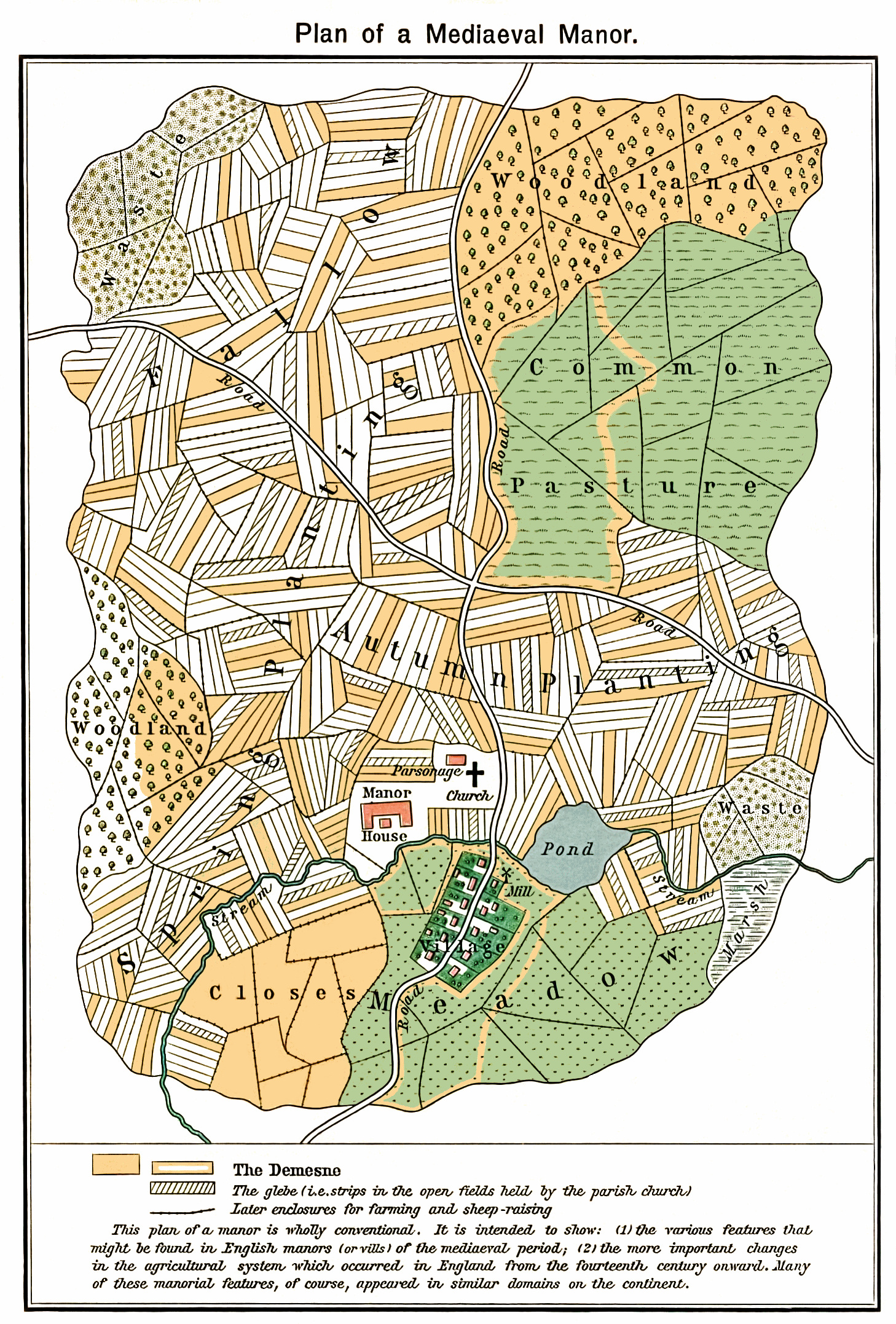
Примерный план английского манора

Общая численность населения Англии в конце XI века, по данным Книги страшного суда, не превышала 2,5 миллионов человек. Подавляющее большинство из них принадлежало к крестьянскому сословию. Базовой единицей экономики англо-нормандской Англии являлся манор, состоящий из усадьбы феодала и деревни, в которой проживали свободные и зависимые крестьяне, обрабатывающие домениальные земли сеньора. Нормандское завоевание ускорило процесс закрепощения крестьянства, который вёл к слиянию различных групп несвободного и полусвободного сельского населения в социальную прослойку вилланов. Вилланы находились в судебной власти своего сеньора, были обязаны нести барщинные повинности на его землях (теоретически неограниченные, но обычно 2-4 дня в неделю), а также уплачивать различного рода феодальные платежи (оброк, гериот, меркет, плата за пользование мельницей, пекарней и выпас скота). При Генрихе I вилланы потеряли право на судебную защиту в судах общего права, оказавшись всецело под властью юрисдикции манориальных судов феодалов. В англо-нормандский период процесс образования единой категории зависимого крестьянства ещё не завершился: помимо вилланов существовали отдельные прослойки бордариев, коттариев и некоторые другие, отличающиеся объёмом обязательств по отношению к сеньору и размером земельных наделов. В начале XII века началась постепенная коммутация отработочных повинностей крестьян в денежную ренту.
Хотя большинство крестьян находилось в той или иной форме зависимости от феодалов, в Англии продолжал существовать достаточно значительный слой свободных земледельцев — фригольдеров и близких им по статусу сокменов. Особенно сильны были позиции свободного крестьянства в областях Данелага и Кенте. В Линкольншире, например, доля сокменов составляла более 50 % сельского населения графства. Слой рабов, сохранившийся с англосаксонских времён, постепенно отмирал и сливался с зависимым крестьянством.

### Горожане
Хотя в период англо-нормандской монархии города ещё сохраняли полуаграрных характер, именно в это время началось их бурное развитие: росли торговые обороты, увеличивалось численность населения старых городов, основывались новые бурги. Жители городов были лично свободными и могли свободно распоряжаться собственным имуществом. Беглый виллан, проживший в городе год и один день, получал свободу. Главным занятием горожан была торговля. Все или практически все жители каждого города состояли в торговой гильдии — социальной организации горожан, регулирующей вопросы торговли и общественной жизни в городе и обладающей собственными судебными органами и финансовыми средствами. Члены гильдии были освобождены от уплаты налога на торговые операции на территории города. Конкретный объём привилегий горожан зависел от хартии, дарованной городу монархом или бароном. Некоторые центры получали право на беспошлинную торговлю во всей Англии и заморских владениях короля.
Доминирующие позиции в стране занимал Лондон — единственный по настоящему крупный город Англии, счастливо избежавший разорений нормандского завоевания. В 1135 г. французский аббат Хьюг Флавиньи назвал Лондон «столицей и королевой всей страны». Однако города ещё не получили прав самоуправления: они управлялись назначаемыми королём шерифами, которые контролировали администрацию и судебную систему городов, а также взимали в королевскую казну денежную ренту. Города, за исключением Лондона, подчинялись органам управления графств. При Генрихе I начался процесс выкупа городами прав автономии, прежде всего права самостоятельного сбора налогов и уплаты их непосредственно в королевскую казну. Однако развитие этого процесса был неравномерным: если Генрих I поощрял расширение городского самоуправления, то его преемник Стефан активно передавал города во власть баронов, ликвидируя их самостоятельность. Лондон получил хартию вольностей от короля Генриха I, предоставившую его жителям свободу от уплаты «датских денег», право беспошлинной торговли на всей территории Англии, а также право избрания собственного шерифа и верховного судьи. В 1141 г. для защиты этих привилегий лондонцами была учреждена вооружённая организация по типу коммун континентальной Европы, но вскоре Стефан Блуаский упразднил эти привилегии и передал пост шерифа во владение Жоффруа де Мандевиля, наследственного констебля Тауэра.

## Экономическое развитие
Основой экономики Англии в англо-нормандский период продолжало оставаться пахотное зерновое хозяйство. Главными сельскохозяйственными культурами являлись рожь и пшеница. Также выращивались ячмень, овёс, бобовые. Обработка земли производилась, главным образом, в рамках системы открытых полей, при которой каждый крестьянин владел определённым количеством неогороженных полос на территории поля, возделываемого совместными силами всех крестьян деревни. Господствующим способом севооборота было трёхполье. Продуктивность земледелия оставалась достаточно низкой, выращенное зерно почти не поступало на рынок, потребляясь непосредственно на месте производства (натуральное хозяйство). Средний размер крестьянского надела редко превышал виргату. Скотоводство находилось на втором плане в экономике страны. За выпас домашнего скота (свиней, коров, овец) на пастбищах и в лесах крестьяне уплачивали специальный сбор (паннаж). Особую роль в англо-нормандский период начало играть овцеводство, обеспечивающее значительное повышение доходности как крестьянских, так и помещичьих хозяйств благодаря неуклонному росту внутреннего и международного спроса на шерсть.
Хотя в римскую эпоху из Британии активно вывозился каменный уголь, в англосаксонский и англонормандский период о его добыче сведений нет. Железные рудники начали восстанавливаться раньше. В XII веке центром железоплавильного производства стал Глостершир. Существенное значение также имела разработка месторождения свинца и серебра в Камберленде и Дербишире, а также олова в Девоне и Корнуолле. Английское олово с успехом экспортировалось за пределы страны (в Нидерланды и Кёльн) и служило важным источником пополнения королевской казны. В Стаффордшире существовало достаточно развитое производство керамики. Однако наибольшее значение для экономики страны имела выработка шерсти. Овцеводство, ориентированное на производство шерсти, с XI века начало активно развиваться в церковных владениях (прежде всего на землях цистерцианцев и премонстрантов), а затем широко распространилось по всей Англии. Шерсть, главным образом, вывозилась на ткацкие предприятия Фландрии, хотя и в самой Англии существовало достаточно преуспевающее шерстоткацкое производство. Именно в текстильной промышленности в период правления Генриха I сложились первые английские ремесленные цехи, наиболее сильными и процветающими из которых были ткацкие цехи Лондона и Линкольна, а продукция ткачей Стамфорда получила европейскую известность (шерстяная ткань станфорт).
Внутренняя торговля в конце XI — первой половине XII века только начинала свой подъём. Существенным препятствием для её развития являлся налог на торговые операции (англ. toll), взимаемый в местах торговли, на мостах, дорогах и при любых разовых сделках. Освобождение от уплаты этого налога на своей территории стало одной из главных целей нарождающегося коммунального движения английских городов. Другим фактором, сдерживавшим торговое развитие, было плохое состояние путей сообщения: для передвижения по стране по-прежнему в основном использовались дороги римской эпохи или реки. Однако главным препятствием была узость внутреннего рынка при господстве натурального хозяйства. В англонормандскую эпоху обычным торговым днём являлось воскресенье. Несколько раз в год проводились крупные ярмарки, на которые съезжались купцы из разных концов Англии и из других стран. Ярмарки имели собственные судебные органы и приносили существенный доход их владельцам (обычно, религиозным учреждениям).
Внешняя торговля развивалась в нескольких направлениях. Несмотря на нормандское завоевание, в XII веке продолжали играть большую роль торговые отношения со Скандинавией: туда вывозилось зерно, а ввозился, главным образом, корабельный лес. Датчане, по древней традиции, пользовались правом свободы торговли в Англии, однако к середине XII века они стали вытесняться из Лондона и других торговых центров немцами, под контроль которых перешла также важная торговля мехами с Балтийскими странами. Особое значение имел торговый путь по Рейну и Дунаю в Константинополь, по которому в Англию попадали золотые и серебряные украшения, драгоценные камни, тонкая ткань и изящная одежда из Византии и Германии. Однако на первый план вышла торговля с Фландрией: Англия превратилась в главного поставщика шерсти для ткацких предприятий Фландрии, обеспечивающих текстильными товарами всю Европу. Объединение обоих берегов Ла-Манша под властью одного суверена благоприятствовало развитию англо-нормандской торговли. Из Руана в страну импортировались, в основном, вина и мясо дельфинов — любимое лакомство короля и аристократии. Лучшие вина поступали в Англию из французских портов Бискайского залива.
Морская международная торговля находилась, главным образом, в руках иностранных купцов. Однако уже в XI — первой половине XII веках английские суда периодически появлялись в водах Средиземного моря: в 1097 г. английский флот захватил город Лаодикея и обеспечил подвоз продовольствия крестоносцам при осаде Антиохии; в 1102 г. «английский пират» Гудрик оказал помощь королю Балдуину I в битве при Рамле; в 1147 г. англичане освободили от мавров Лиссабон. Сведения о таможенной системе в крайне отрывочны и не позволяют говорить о существовании в этот период государственной политики по обложению ввозимых и вывозимых товаров пошлинами.

## Культура

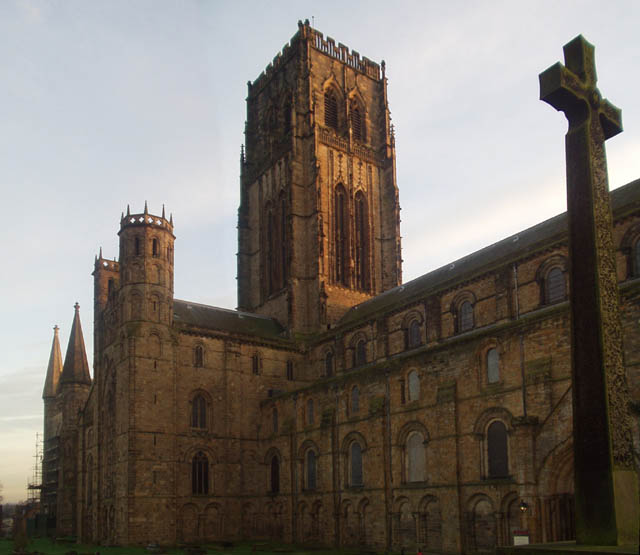
Даремский собор

Реформирование церкви Англии после нормандского завоевания позволило стране более активно включится в общеевропейские процессы возрождения интереса к латинскому наследию и формирования схоластической философии. Школы в этот период находились всецело под контролем епископов и монастырей, однако в них уже преподавались науки классического тривиума и квадривиума, а образование в некоторых из них достигло относительно высокого уровня. Ориентирами для английского просвещения являлись монастырские школы Бека в конце XI века, Лана в начале XII века и, чуть позже, Парижа, с которыми поддерживались достаточно тесные связи. Крупнейшей фигурой английского просвещения англонормандского периода и одним из основателей средневековой схоластики был Иоанн Солсберийский (ум. 1180 г.), ученик Абеляра. Постепенно рос престиж английских учебных заведений, а в 1117 г. был основан Оксфордский университет, ставший главным центром высшего образования в стране. Началось знакомство с арабской наукой, и через арабские переводы — с древнегреческой культурой (Аделард Батский, Роберт Честерский). В Англии было введено классическое каноническое право, появились курсы римского гражданского права. Интеллектуальное возрождение XII века усилило интерес к истории. После нормандского завоевания в Англии впервые на смену хроникам пришли аналитические исторические работы, среди авторов которых особенно выделялись Вильям Мальмсберийский, Ордерик Виталий, Джеффри Монмутский, Генрих Хантингдонский. В это же время были завершены Англосаксонские хроники, последние тексты которых уже писались по-латыни.

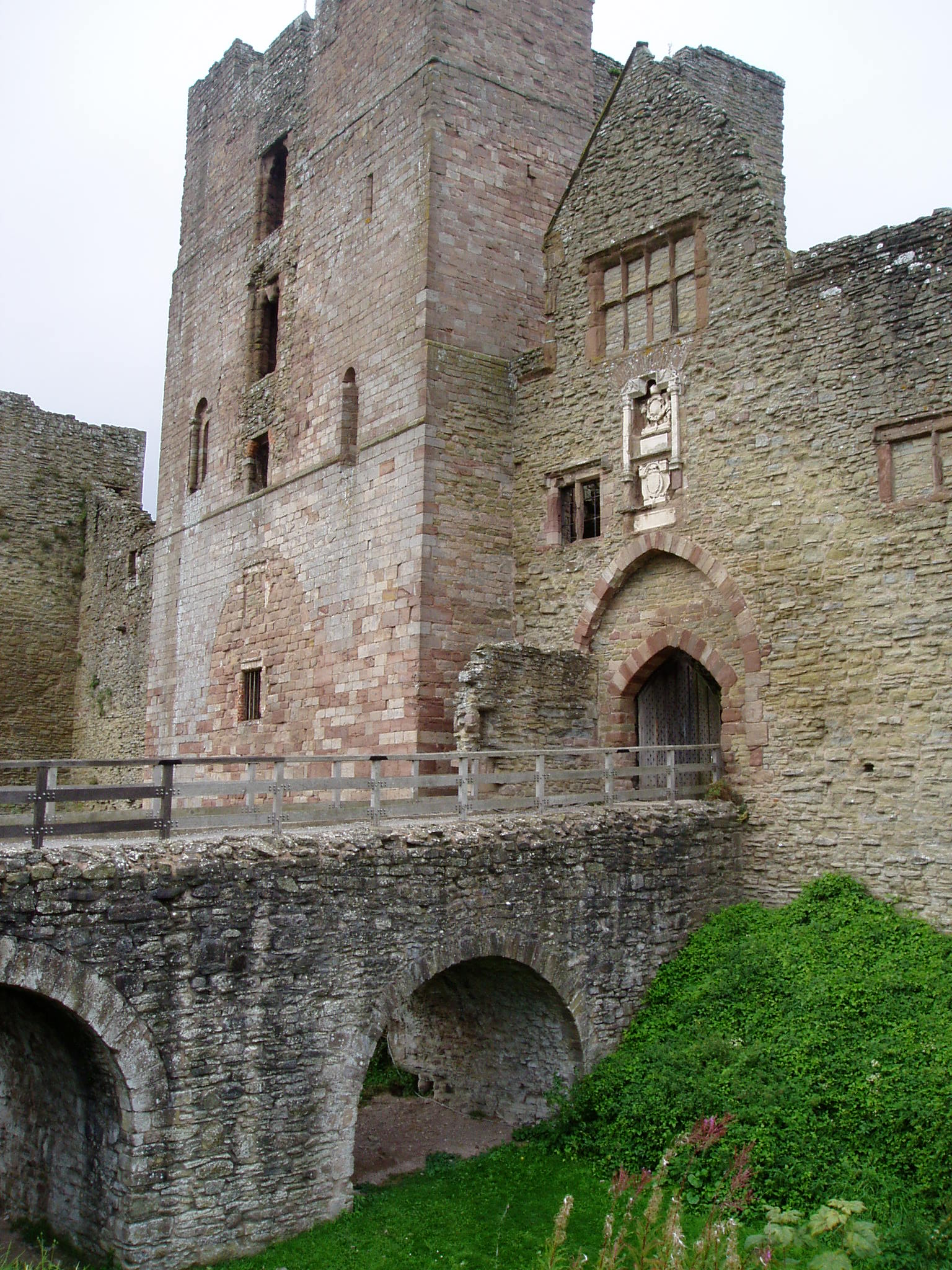
Замок Ладлоу

Одной из важнейших особенностей культуры англонормандского периода являлось сосуществование двух этно-социальных общностей в рамках единого государства. Уничтожение англосаксонской аристократии в результате завоевания и её замещение нормандцами, говорившими на нормандском диалекте французского языка привело к вытеснению древнеанглийского языка. Хотя на нём продолжало разговаривать огромное большинство крестьянского населения, его использование в сфере управления, церкви и культуры практически прекратилось. Язык сохранился и стал постепенно трансформироваться под влиянием французского в так называемый среднеанглийский язык, однако тот факт, что он не употреблялся социальной элитой страны привёл к временному снижению качества английской литературы. С другой стороны, завоеватели принесли с собой рыцарскую культуру Франции, под влиянием которой в середине XII века зародилась английская романтическая традиция в форме легенд о короле Артуре и рыцарях Круглого стола. В Англии также стал распространяться культ «Прекрасной дамы» и рыцарской чести, поэзия менестрелей, музыка трубадуров и сатира придворных шутов.
В архитектуре сложился особый англонормандский стиль, господствующий по обоим берегам Ла-Манша в конце XI—XII веке и являющийся одним из наиболее ярких течений романской архитектуры Северной Европы. Наиболее ярко он проявился при строительстве культовых сооружений, таких как Даремский и Винчестерский соборы, или сохранившаяся до настоящего времени церковь в Килпеке, Гемпшир. На смену примитивным замкам «motte-and-bailey» времён завоевания в начале XII века пришли более прочные каменные крепости (Тауэр Лондона, замок Лудлоу в Шропшире).